# Wafd
El partido Wafd (en árabe: Hizb al-Wafd حزب الوفد; en español: Partido de la Delegación) era un partido nacionalista y liberal de Egipto. Fue el partido político más popular e influyente durante la década de 1920 y 1930. Durante ese periodo su rol fue clave en la formulación de la Constitución de 1923 y apoyó el cambio de régimen en Egipto desde un gobierno dinástico a una monarquía constitucional, en la que el poder sería ejercido por un parlamento nacionalmente elegido. El partido fue disuelto en 1952, después de la Revolución egipcia de 1952. 

## El surgimiento del Wafd
El partido Wafd era un movimiento nacionalista egipcio, que apareció tras la Primera Guerra Mundial. Aunque no era el primer grupo nacionalista en Egipto, sí fue el de mayor impacto. Fue precedido e influido por movimientos más pequeños y menos significativos que evolucionaron con el tiempo hacia un partido Wafd más moderno y más marcadamente nacionalista. Uno de estos movimientos tempranos fue la Revuelta de Arabi (ú Orabi), liderada por Ahmed Arabi a principios de la década de 1880. Esta revolución combatió contra el poder gobernante del jedive egipcio y la interferencia europea en los asuntos egipcios. Saad Zaghloul, futuro creador y dirigente del Wafd, era un seguidor de Arabi y participó en su revolución. 
El partido comenzó a tomar forma durante la Primera Guerra Mundial. Saad Zaghloul formó un grupo con individuos que compartían sus puntos de vista y no incluía sectores del pueblo. Saad Zaghloul y sus compañeros formaron el Wadf (que literalmente significa "delegación") cerca del término de la guerra. Se presentaron a sí mismos como Zaghloul como su representante ante Reginald Wingate, el gobernador británico de Egipto. Le dijeron a Wingate que el objetivo principal del Wafd era el fin inmediato de la ocupación. Esto fue lo que se informó al gobernador pero no se le dijo de su intención de usar la Conferencia de Paz de París para plantear su caso ante todos los poderes mundiales. Zaghloul había creado una delegación que incluía representantes de la mayoría de los grupos políticos y sociales de Egipto. Puesto que estaba compuesta de tantos sectores, no podía todavía ser considerada realmente un partido político sino más bien una coalición. El Wafd formó una constitución delineando la manera en que deseaban gobernar Egipto. 
Se negó la solicitud del Wafd de ir a Londres y hablar con el gobierno metropolitano. No se les permitió asistir a la Conferencia de Paz de París tampoco. Ellos respondieron a esto publicando boletines y dando discursos asegurando que los conferenciantes de París iban a saber lo que la verdadera delegación egipcia quería. Las últimas protestas y declaraciones llevaron a la deportación de Zaghloul y otras figuras clave del Wafd a la isla de Malta. Estas deportaciones causaron el efecto opuesto al que los británicos esperaban. Aunque trataron de operar en silencia, los hechos se supieron y finalmente llevaron a una huelga de estudiantes de derecho. Esta huelga se convirtió en una manifestación que incluyó cantos de "Viva Saad... Viva la Independencia". Esto inició la revolución de 1919 y en los días siguientes muchos más se sumaron a la huelga y la administración y las cortes dejaron de operar por completo. Los británicos liberaron a Zaghloul y sus seguidores para crear una ruptura en la dirección del Wafd. Pero el partido cerró filas y las huelgas continuaron. 
El Wafd se estaba convirtiendo ahora en un verdadero partido y uno que contaba con el apoyo completo del pueblo. La delegación logró llegar a París solo para escuchar al presidente norteamericano Woodrow Wilson apoyar el protectorado británico en Egipto. Aunque hasta este punto los británicos todavía tenían el control, el Wafd estaba liderando de hecho al pueblo egipcio. En 1920, el protectorado británico terminó y el control quedó en manos del Wafd. El partido se convirtió rápidamente en una organización políticamente dominante en el país y fue el partido gobernante (aunque en un rol subordinado al poder ejecutivo del rey) durante la mayor parte del periodo liberal que terminó con el levantamiento de Gamal Abdel Nasser

## Acceso a la preeminencia
El período de tres décadas entre la salida británica nominal en 1922 y la revolución nacionalista de 1952 vieron el surgimiento de un precario equilibrio de poder entre el rey de Egipto, la Residencia Británica y la dirección del Wafd. en la cual el Wafd era el menos poderoso. En la frágil estabilidad de este triángulo, el Wafd se convirtió en la principal organización política egipcia, descrita por los historiadores contemporáneos como "la primera en el terreno", "la mejor organizada" y "la más fuerte numéricamente". En 1936, obtuvo el 89% de los votos y 157 escaños en el Parlamento.
Sin embargo, las relaciones entre el Wafd y los dos otros ejes de poder —el rey y la Residencia— eran tensos por el objetivo del partido de oponerse a la intervención británico en Egipto y la colusión del rey con esta última. Las relaciones de Fuad I con el Wafd eran descritas como "frías", y las relaciones entre la monarquía no elegida y el más grande partido político se deterioraron aún más con el reinado del hijo de Fuad, Farouk, quien sucedió a su padre en el sultanado y firmó un tratado con los británicos en 1936. Con ello se ganó las antipatías del partido que había surgido principalmente del resentimiento popular contra el control británico de Egipto y dirigió el apoyo popular orientándose más firmemente hacia la independencia completa de Egipto. 

## Pérdida del apoyo popular
El colapso del amplio apoyo popular que poseyó una vez el Wafd ha sido históricamente atribuido a los golpes combinados de tres tendencias distintas en la política egipcia de la era prerevolucionaria. El partido, junto con todos los otros partidos políticos egipcios, fue prohibido durante las disputas de Nasser con Naguib tras la revolución de los Oficiales Libres de 1952. 

### Problemas sociales en Egipto
El vacío de poder resultante del fin del mandato británico sobre Egipto también produjo un vacío de provisiones de bienestar que el nuevo gobierno falló en remediar. En la década de 1930, Egipto se había convertido en un destino principal para organizaciones cristianas misioneras, que brindaban servicios sociales muy necesitados para la clase media y baja egipcia. Los consorcios occidentales suplicaban a sus patrocinadores "hacer grandes sacrificios para que los niños egipcios pudieran tener una mejor educación de la que sus padres pueden pagar"; de igual modo la proliferación de los hospitales de los misioneros mostraban lo insuficiente del servicio de salud provisto por el gobierno.
Una inquietud social adicional resultó de la ineptitud del gobierno para resolver las disputas laborales que se extendían, amenazando la economía egipcia. La ocurrencia paralela de la recesión mundial provocada por la Gran Depresión y la crisis regional del algodón detuvieron el crecimiento del PNB egipcio durante finales de la década de 1920 y las siguientes dos décadas. Las consecuente inestabilidad en el mercado laboral provocó una pronta sindicalización. Percibiendo una amenaza a su poder si rivales, el Wafd implementó numerosas mesas de conciliación laboral locales que no tuvieron mayor éxito debido a la falta de leyes laborales a nivel nacional. Aunque el Wafd aseguró garantías para un consejo nacional de trabajo permanente, no se promulgaron leyes laborales significativas y no sé vigiló el cumplimiento de las escasas promulgadas. El Wafd fue incapaz de efectuar ningún cambio sustancial en la política duramente antisindical del gobierno.

### Fracaso para movilizar la juventud
Durante la década de 1920, la dirección del partido había puesto muy poco énfasis en el reclutamiento y la movilización de la juventud. Complacido con su posición dominante en el parlamento, el Wafd no llevó a cabo métodos innovadores para organizar la juventud hasta mediados de la década de 1930, lo que lo dejó por detrás de competidores futuros tales como la Hermandad Musulmana, que había empleado un sistema más efectivo de organizaciones locales desde su fundación en 1928.
Después de que las manifestaciones estudiantiles contra el Tratado Anglo-Egipcio y las políticas antiobreras de gobiernos comenzaran a revelar fisuras en la coalición antes de hierro del Wafd, los dirigentes del partido crearon un ala juvenil llamada los "Camisas Azules". Sin embargo, antes que capitalizar la naturaleza de base de los movimientos juveniles, el partido intentó hacer encajar a los Camisas Azules en la propia jerarquía de Wafd, presentando a sus miembros con uniformes, placas y un saludo estandarizado, todo bajo el lema "Obediencia y lucha". En junio de 1937, el Waft temió que los Camisas Azules se volvieran demasiado militantes y por lo tanto restringió aún más sus privilegios. Sin nunca haber intentando seriamente movilizar a la juventud, a finales de los 30 la dirección del Wafd había abandonado cualquier esfuerzo de construir una alianza intergeneracional.

### Acuerdo con la presencia británica
El mayor factor que contribuyó a la desilusión del pueblo con el Wafd fue el fracaso del partido para boicotear el gobierno de Farouk después de que éste accedió a firmar el Tratado Anglo-Egipcio de 1936. Las políticas seguidas por el partido durante la crisis anglo-egipcia de mediados de la década de 1930 provocaron la ruptura de muchos egipcios nacionalistas con el Wafd, que habían sido hasta el momento el sector más confiable de apoyo del partido, y dividieron el partido entre su pequeña pero poderosa minoría acomodacionista y una larga mayoría resistente, pero sin voz. El fracaso del Wafd para oponerse más agresivamente a la continuidad de la presencia británica "dejó a la política egipcia sin un líder o un partido popularmente legítimo."

## Líderes
- Saad Zaghlul Pasha de 1919 a 1927.
- Mustafa el-Nahhas Pasha de 1927 a 1952

## Nuevo Partido Wafd
En 1983, fue fundado el Nuevo Partido Wafd, siguiendo una línea liberal y nacionalista similar al partido Wafd original.